# بی.۱۲۲ آویا
بی. ۱۲۲ آویا (به انگلیسی: Avia_B.122) یک هواگرد ملخ‌پیشین تک‌موتوره از نوع aerobatic هواپیمای آموزشی ساخت شرکت Avia است. هواگرد بی. ۱۲۲ آویا نخستین پروازش را در ۱۹۳۴ میلادی انجام داد.
طراح این هواگرد، František Novotný بود.